# Live from Death Row
Live from Death Row, publicada al maig de 1995, és una memòria de Mumia Abu-Jamal, periodista i activista nord-americà de Filadèlfia, Pennsilvània, condemnat a mort per l'assassinat d'un oficial de policia de la ciutat. Va escriure el llibre mentre estava en el corredor de la mort. Abu-Jamal sempre ha mantingut la seva innocència. La seva sentència va ser commutada a cadena perpètua sense llibertat condicional després d'haver estat detingut durant 29 anys en el corredor de la mort. Els editors de Addison-Wesley van pagar a Abu-Jamal un avançament de 30,000 dòlars pel llibre.
Maureen Faulkner, la vídua de Daniel Faulkner, l'oficial de policia de Filadèlfia assassinat pel qual Abu-Jamal va ser condemnat, va contractar un avió per volar sobre la seu de l'editorial, mentre mostrava un cartell que deia "Addison-Wesley recolza a un assassí de policies". Aquesta exhibició va promoure un boicot a Addison-Wesley per l'Ordre Fraternal de la Policia. Però els assajos d'Abu-Jamal van ser finalment publicats. La Ràdio Pública Nacional es va retirar d'un acord per difondre la lectura d'alguns dels seus treball All Things Considered, a causa de la pressió de l'Ordre Fraternal de Policia i del Senador Bob Dole. Abu-Jamal es va referir a aquest incident amb el títol del seu llibre de l'any 2000, All Things Censored.

## Context
Abu-Jamal explora molts esdeveniments històrics importants relacionats amb la situació dels negres a Amèrica. Utilitzant nombroses referències a la llei i els casos judicials, demostra que la sentència Dred Scott segueix sent rellevant en les relacions racials i creu que els negres encara estan lluny de ser lliures segons la situació referida per Nelson Mandela. Expressa el seu disgust per la inclinació conservadora de William Rehnquist i el disenso "Rehnquistiano" de Sandra Day O'Connor en Penry v. Lynaugh, que permet l'execució dels discapacitats intel·lectuals. Fa referència a l'obviat per Lewis Powell sobre l'evidència estadística de discriminació racial en la pena cabdal del cas McCleskey v. Kemp i el seu dissentiment en el qual afirma que "la reclamació de McCleskey, portada a la seva conclusió lògica, posa en dubte els principis que subjeuen al nostre sistema de justícia penal". També esmenta el vot d'Harry Blackmun en Gregg v. Geòrgia, que va dictaminar que la pena de mort era constitucional. Abu-Jamal assenyala que Blackmun va canviar d'opinió; En la sentència Callins c. Collins, el jutge va declarar que "a partir d'avui no tornaré a manipular la maquinària de la mort ... Em sento obligat moral i intel·lectualment a admetre que l'experiment sobre la pena de mort ha fracassat".
Com a ex Pantera Negra, Abu-Jamal recorda algunes de les seves experiències passades amb l'organització tals com el seu paper com a guardaespatlles de Huey P. Newton en una ocasió particular, a qui considera un heroi; la disputa entre els membres de la costa oest dirigits per Newton i la costa est d'Eldridge Cleaver i, en última instància, el seu declivi. Relata la seva protesta durant un míting de George Wallace amb altres tres adolescents negres, les pallisses sofertes a les mans dels blancs assistents i la seva petició d'ajuda a un oficial de policia, qui li va donar una puntada en la cara mentre estava en el sòl.
Abu-Jamal freqüentment fa referència a l'organització MOVE, el seu fundador John Africa, i la massacre d'11 persones (5 d'elles nens) el 13 de maig de 1985 pel Departament de Policia de Filadèlfia. Compara això a la incursió federal de l'aplicació de llei en un complex militant en Waco, que va donar lloc a la mort de persones. També explora el judici de Rodney King i els successius disturbis a Los Angeles després que els oficials fossin absolts d'una pallissa que va ser gravada en cinta de vídeo i àmpliament vista. Va dir que creia que amb cadascun dels oficials acusats es va violar el dret constitucional de doble incompliment en ser posats a judici dues vegades pel mateix delicte.

## Sinopsi
A través d'anècdotes, Live from Death Row detalla el sistema penitenciari. En una secció final addicional titulada "Reflexions, records i profecies", Abu-Jamal reflexiona sobre esdeveniments passats en la seva vida i commemora a alguns negres prominents a Amèrica. S'endinsa en el suposat propòsit de la presó, trobant difícil creure que les "correccions" i la reinserció siguin els seus veritables objectius: observa que hi ha barreres per educar als reclusos i que els problemes psicològics són causats per l'aïllament i les visites sense contacte físic. Suggereix que les presons són operades per "erosionar la humanitat". Descriu els procediments dels blocs de la fila de la mort on el confinament solitari de més de vint hores és compensat amb algunes hores d'esbarjo i l'exercici "a l'exterior" en parcel·les tancades de terra i converses mínimes amb altres reclusos freqüentment apel·lant a les seves batalles amb la llei. Detalla dos suïcidis de companys presos, una mort per -ahorcament i una mort causada per cremades auto-infligides, drogar als interns per tranquil·litzar-los, fins i tot a costa de la salut d'una persona epilèptica. Reporta interaccions entre presoners "urbans" i guàrdies "rurals", en les quals els presoners són objecte de brutals pallisses, assetjament racial i les violacions dels drets humans després de les insurreccions.
A més de les condicions de les presons, Abu-Jamal debat sobre temes socials i la seva rellevància a la presó. Expressa la seva consternació per les sentències obligatòries de "tres vagues" i pels polítics que utilitzen consignes de "duresa contra el crim" com a eina política, donat que els Estats Units és el país amb més empresonades al món. Insisteix en la discriminació racial, com es proposa en el cas McCleskey v. Kemp, recitant estadístiques sobre la població de condemnats a mort als Estats Units en comparació de la població dels Estats Units segons la raça, posant l'accent que els nombres no són proporcionals. Després examina els elements del sistema judicial argumentant que aquest està subjecte al racisme. Esmenta l'elecció de "parells", sovint jurats blancs que són pro-mort, com a membres del jurat i testimonis experts que suprimeixen o distorsionen evidències amb tal d'adaptar-se al sistema de justícia penal. També explora el tema de la justícia desigual amb exemples d'oficials de policia sent absolts amb proves convincents en contra seva i, més sovint, els guàrdies reben un mínim de sancions per actituds inadequades contra els presos.

## Influència
- El grup de rock polític Rage Against the Machine s'ha manifestat en suport d'Abu-Jamal. El cantant Zack De la Rocha ha parlat amb el Congrés, condemnant el tracte que el govern dels Estats Units li ha donat. El guitarrista Tom Morello va visitar a Abu-Jamal i l'ha entrevistat.
- L'artista polític de hip-hop Immortal Technique va incloure a Abu-Jamal en el seu segon àlbum Revolutionary Vol. 2.
- La banda punk Anti-Flag té un discurs de Mumia Abu Jamal en la introducció de la seva cançó "The Modern Rome Burning" del seu àlbum de 2008, The Bright Lights of America. El discurs està en realitat al final del seu tema "Vices", que precedeix a "The Modern Rome Burning".